# Жнов, Александр Иванович
Александр Иванович Жнов (1865—1946) — генерал-лейтенант, герой Первой мировой войны.

## Биография
Родился 3 декабря 1865 года в Ростове, происходил из дворян Ярославской губернии. Его отец полковник Иван Петрович Жнов (1802-1889), Георгиевский кавалер (№ 7273; 17 декабря 1844), в 1855-1856 гг. возглавлял Ростовскую и Ярославскую дружины государственного ополчения. Мать - Любовь Николаевна, урожд. Бестужева (1830-1903). Братья: Алексей (1868-1915), полковник; Василий (1872-1941), полковник.
Образование получил в 4-м Московском кадетском корпусе, по окончании которого 30 августа 1883 года был принят в 3-е военное Александровское училище. Выпущен 7 августа 1885 года подпоручиком в 17-ю артиллерийскую бригаду.
14 августа 1888 года произведён в поручики и 25 июля 1895 года — в штабс-капитаны. В том же 1895 году Жнов успешно сдал вступительные экзамены в Николаевскую академию Генерального штаба, которую окончил в 1897 году по 1-му разряду. За успехи в науках 19 мая 1897 года произведён в капитаны с причислением к Генеральному штабу и назначением состоять при штабе Финляндского военного округа. 29 декабря 1899 года назначен обер-офицером для поручиений при штабе этого военного округа.
С 1 октября 1900 года по 1 октября 1901 года проходил цензовое командование ротой в 1-м Финляндском стрелковом полку. Произведённый 6 декабря 1901 года в подполковники Жнов был назначен штаб-офицером для поручений при штабе 2-го Кавказского армейского корпуса, однако остался в Финляндии и 8 февраля 1902 года был назначен состоять в распоряжении командующего Финляндского военного округа. 6 августа 1903 года назначен старшим адъютантом штаба Финляндского военного округа. С 26 мая по 26 сентября 1904 года отбывал цензовое командование батальоном в Свеаборгском крепостном пехотном полку. 6 ноября 1904 года назначен начальником штаба Свеаборгской крепости и 6 декабря 1905 года произведён в полковники.
4 июля 1910 года Жнов получил в командование 11-й Финляндский стрелковый полк, во главе которого встретил начало Первой мировой войны. 23 сентября 1914 года за отличие произведён в генерал-майоры. 21 марта 1915 года назначен дежурным генералом штаба 10-й армии.
Высочайшим приказом от 21 марта 1915 года Жнов был награждён орденом св. Георгия 4-й степени
За то, что командуя 11-м Финляндским стрелковым полком, в бою 16 окт. 1914 г. на позиции у дд. Липово-Рабалины, что юго-восточнее Бакаларжево, когда обнаружилось наступление значительно превосходных сил против правого фланга бригады, быстро выдвинул свой полк, согласно полученному приказанию и, выслав вперёд стрелковые цепи с пулемётами, которые развили сильный огонь, принудил наступавшего в значительно превосходных силах противника остановить своё наступление, а затем и отойти, результатом чего было недопущение прорыва немцев в самом важном пункте позиции.
20 ноября 1916 года Жнов возглавил 132-ю пехотную дивизию, с 23 июля 1917 года состоял в резерве чинов при штабе Минского военного округа.
После Октябрьской революции Жнов жил в Крыму. По данным Всероглавштаба РККА Жнов 1 июня 1918 года был зарегистрирован в Генштабе РККА. В октябре 1918 года был мобилизован в гетманскую армию, в чине генерал-хорунжего командовал 13-й пехотной дивизией. В декабре того же года, после падения гетмана Скоропадского уехал из Киева в Одессу и вступил в Вооружённые силы Юга России, с 26 января 1919 года числился в резерве чинов Главнокомандующего ВСЮР. В мае—июле 1919 года Жнов был членом комиссии генерала В. Е. Флуга по проверке личного состава учреждений Кубанской области, а 23 июля вошёл в число членов суда над генералом М. Л. Бачинским. С октября того же года занимал должность начальника снабжения войск Новороссийской области. 20 апреля 1920 года произведён в генерал-лейтенанты. В мае 1920 года вновь был зачислен в резерв чинов при штабе Главнокомандующего ВСЮР, а в ноябре назначен преподавателем и начальником Корниловского военного училища.
Эвакуировался из Крыма в Галлиполи, затем эмигрировал в Болгарию. С 27 декабря 1921 года по 9 апреля 1922 года был начальником гарнизона в Ямболе, затем вышел на пенсию и жил в Свищове.
Скончался 20 января 1946 года в Софии.
1-я жена София Сергеевна (Лыкошина), дочь статского советника, родилась в Седлецкой губернии, ум. 1919-1920 гг. в Новгороде. 2-я жена Мария Владимировна (Криштофович). 3-я жена Лидия Ивановна (Кириакова), дочь священника, 1898 - 1978 (похоронена с мужем). Дети: Ольга р.1894, Нина (1896 - 1934), Ксения р.1922.

## Награды
Среди прочих наград Жнов имел ордена:
- Орден Святого Станислава 3-й степени (1891 год)
- Орден Святой Анны 3-й степени (1901 год)
- Орден Святого Станислава 2-й степени (1904 год)
- Орден Святого Владимира 4-й степени (1906 год)
- Орден Святой Анны 2-й степени (1906 год)
- Орден Святого Владимира 3-й степени (6 декабря 1909 года)
- Орден Святого Георгия 4-й степени (21 марта 1915 года)